# Grażyna Krukówna
Grażyna Krukówna (sinh ngày 18 tháng 1 năm 1949 tại Łódź) là một diễn viên người Ba Lan.

## Giải thưởng
- 2002: Huy chương Chữ thập vàng (Krzyż Zasługi)[4]
- 2011: Huy chương bạc Huy chương Công trạng về văn hóa - Gloria Artis[5][6]

## Thành tích nghệ thuật
| Năm       | Tựa đề              | Đạo diễn              | Vai diễn               | Ghi chú                |
| --------- | ------------------- | --------------------- | ---------------------- | ---------------------- |
| 2014      | Prawo Agaty         |                       | Giáo sư Maria Werner   | Sê-ri phim truyền hình |
| 2006-2012 | Pierwsza miłość     |                       | Magda / Irena Golanska | Sê-ri phim truyền hình |
| 2010      | Erratum             | Marek Lechki          | Y tá                   |                        |
| 2006      | Mrok                |                       | Morsztynowa            | Sê-ri phim truyền hình |
| 2006      | Fundacja            | Filip Bajon           | Vợ của thị trưởng      |                        |
| 2003      | Lokatorzy           |                       | Violetta Przypadek     | Sê-ri phim truyền hình |
| 2001      | Glosniej od bomb    | Przemyslaw Wojcieszek | Teresa                 |                        |
| 1998      | Zycie jak poker     |                       | Mẹ của Patrycja        | Sê-ri phim truyền hình |
| 1989      | Konsul              | Mirosława Borka       | Janka                  |                        |
| 1987      | Pociag do Hollywood | Radoslaw Piwowarski   | Sandra                 |                        |
| 1987      | Mewy                | Jerzego Passendorfera | Người thuê nhà         |                        |
| 1984      | Dzien kolibra       | Ryszard Rydzewski     | Y tá                   |                        |
| 1983      | Bluszcz             | Hanki Włodarczyk      | Ala                    |                        |
| 1979      | Kung-fu             | Janusz Kijowski       | Ewa                    |                        |
| 1977      | Tanczacy jastrzab   | Grzegorz Królikiewicz | Nadgorliwa             |                        |
| 1976      | Zaklety dwór        |                       | Katarzyna              | Sê-ri phim truyền hình |